# Ceva-tétel
A Ceva-tétel a háromszögekben található szakaszokkal tesz fontos állítást. A tétellel a magasságtétel, szögfelező-tétel vagy az oldalafelezőkre vonatkozó tétel könnyen bizonyítható. A tételt eredetileg Giovanni Ceva olasz matematikus tette közzé 1678-ban.

## Tétel

Ceva-tétel

Az {\displaystyle ABC} háromszögben {\displaystyle AD}, {\displaystyle BE} és {\displaystyle CF} egyenesek akkor és csak akkor metszik egymást egy pontban ({\displaystyle O}), ha 
{\displaystyle {\frac {AF}{FB}}\cdot {\frac {BD}{DC}}\cdot {\frac {CE}{EA}}=1} .

## Bizonyítás

### Menelaosz tételével
Használjuk a Menelaosz-tételt az {\displaystyle ABE} háromszögre:
{\displaystyle {\frac {AF}{FB}}\cdot {\frac {BO}{OE}}\cdot {\frac {EC}{CA}}=-1}.
Majd ugyanezt a {\displaystyle BCE} háromszögre:
{\displaystyle {\frac {BD}{DC}}\cdot {\frac {CA}{AE}}\cdot {\frac {EO}{OB}}=-1}.
Ezeket összeszorozva kapjuk a megfelelő egyszerűsítésekkel a képletet:
{\displaystyle {\frac {AF}{FB}}\cdot {\frac {BD}{DC}}\cdot {\frac {CE}{EA}}=1} .
Megjegyzés (trigonometrikus Céva-tétel)
A tétel eredeti formában nehezebb feladatoknál igen nehézkesen alkalmazható. Ezért a szinusztétel segítségével felírhatjuk trigonometrikus alakban is: az {\displaystyle ABC} háromszögben {\displaystyle AD}, {\displaystyle BE} és {\displaystyle CF} egyenesek akkor és csak akkor metszik egymást egy pontban, ha
{\displaystyle {\frac {\sin DAC\sphericalangle }{\sin DAB\sphericalangle }}\cdot {\frac {\sin EBA\sphericalangle }{\sin EBC\sphericalangle }}\cdot {\frac {\sin FCB\sphericalangle }{\sin FCA\sphericalangle }}=1}.

### Területekkel
Használjuk fel azt a tételt, miszerint az egyenlő magasságú háromszögek területe arányos az alapjaikkal. Ekkor
{\displaystyle {\frac {BD}{DC}}={\frac {t_{ABD}}{t_{ADC}}}={\frac {t_{OBD}}{t_{ODC}}}={\frac {t_{ABD}-t_{OBD}}{t_{ADC}-t_{ODC}}}={\frac {t_{ABO}}{t_{CAO}}}}
Hasonlóan kapjuk, hogy
{\displaystyle {\begin{aligned}{\frac {CE}{EA}}&={\frac {t_{BCO}}{t_{ABO}}}\\{\frac {AF}{FB}}&={\frac {t_{CAO}}{t_{BCO}}}\end{aligned}}.}
A fenti arányokat összeszorozva kapjuk a tétel állítását:
{\displaystyle {\frac {BD}{DC}}\cdot {\frac {CE}{EA}}\cdot {\frac {AF}{FB}}={\frac {t_{ABO}}{t_{CAO}}}\cdot {\frac {t_{BCO}}{t_{ABO}}}\cdot {\frac {t_{CAO}}{t_{BCO}}}=1.}